# Private Life (canción)
«Private Life» (español: «Vida privada») es una canción escrita por Chrissie Hynde, incluido en el álbum The Pretenders (1979) del grupo homónimo. 
Al año siguiente, la canción fue grabada por Grace Jones en su primer álbum post-disco Warm Leatherette, grabado en los estudios Compass Point en las Bahamas con, entre otros, Sly and Robbie. En las notas del álbum recopilatorio Private Life: The Compass Point Sessions de Island Records Hynde es citada diciendo: - Como todos los otros punks de Londres, yo quería hacer reggae, y escribí "Private Life". Cuando escuché por primera vez la versión de Grace pensé: 'Ahora así es como se supone que es el sonido!' De hecho, fue uno de los puntos culminantes de mi carrera - con lo que Sly and Robbie son los maestros, y Grace Jones con su abrasadora entrega. Alguien me dijo que fue idea de Chris Blackwell - Gracias Chris!
«Private Life» fue lanzado como el segundo sencillo del álbum Warm Leatherette, pero se convirtió en el único que marcó una nueva era en la carrera de Jones, cuando dejó de lado el estilo disco y comenzó a explorar géneros como el reggae, rock y new wave, combinado con una imagen totalmente diferente y que de hecho se convirtió en la primera canción de Grace Jones en tener una posición en el Reino Unido, alcanzando el puesto #17. La canción del lado B no está incluida en el disco ("She's Lost Control", originalmente grabada por Joy Division). Ambas pistas fueron remezcladas y reeditadas en disco de vinilo y aún no se han editado en CD. En los Países Bajos el lado B fue la canción en francés "Pars ", del álbum Warm Leatherette. En Alemania, "La Vie en Rose" fue reeditado como un seguimiento individual de "Private Life", mientras que en el Reino Unido y los Países Bajos ha sido preferida la canción "The Hunter Gets Captured by the Game".

## Video
El video original de esta canción presenta la famosa máscara de Grace Jones por primera vez. El video muestra toda la cara de Grace en primer plano, sacándose la máscara en las pausas del sencillo, cantando directamente a la cámara y se filmó en una sola toma sin cortes. La canción fue también presentada en A One Man Show de Jones.

## Versión remix
Después del lanzamiento del álbum recopilatorio Island Life en 1985 la canción fue remezclada y reeditada como sencillo en el Reino Unido (Island Records IS 273), y luego con "My Jamaican Guy", como el lado B.

## Lista de canciones
- NE 7" sencillo (1980)  102.305

1. A1) «Private Life» (7" Mix) - 4:36
2. B1) «Pars» - 4:05

- UK 7" sencillo (1980)  WIP 6629

1. A1) «Private Life» (7" Mix) - 4.36
2. B1) «She's Lost Control» (7" Mix) - 3:39

- UK 12" sencillo (1980)  12WIP 6629

1. A1) «Private Life» (Versión larga) - 6:19
2. B1) «She's Lost Control» (Versión larga) - 8:23

- GE 7" sencillo (1980)  102 261-100

1. A1) «Private Life» (7" Mix) - 4.36
2. B1) «She's Lost Control» (7" Mix) - 3:39

- GE 12" sencillo (1980)  600 261-213

1. A1) «Private Life» (Versión larga) - 6:19
2. B1) «She's Lost Control» (Versión larga) - 8:23

- US 12" sencillo (1980)

1. A1) «Private Life» (Versión larga) - 6:19
2. B1) «She's Lost Control» (Versión larga) - 8:23

- UK 7" sencillo (1986)

1. A1) «Private Life» (1986 7" Mix) - 3:57
2. B1) «My Jamaican Guy» (1986 7" Edit) - 4:16

- UK 12" sencillo (1986)

1. A1) «Private Life» (1986 Mix) - 7:00
2. A2) «My Jamaican Guy» - 6:00
3. B1) «Feel Up» (Versión larga) - 6:14
4. B2) «She's Lost Control» (12" Editada) - 5:45